# Cessna Model A
Il Cessna Model A era un monomotore da turismo e ad ala alta sviluppato dall'azienda aeronautica statunitense Cessna Aircraft nei tardi anni venti.
Il Model A, primo modello ad essere prodotto in serie, ed i suoi derivati, dal quale si differenziavano essenzialmente per la motorizzazione adottata, costituirono i capostipiti della configurazione tipica dei modelli prodotti dall'azienda statunitense negli anni successivi, ad ala alta a sbalzo.

## Versioni
Model AA
versione equipaggiata con un motore radiale Anzani 10 da 120 hp (89 kW), realizzata in 14 esemplari.
Model AC
versione equipaggiata con un motore Comet da 130 hp (97 kW), realizzata in un solo esemplare.
Model AF
versione equipaggiata con un motore Floco/Axelson da 150 hp (112 kW), realizzata in 3 esemplari.
Model AS
versione equipaggiata con un motore radiale Siemens-Halske Sh 14 da 125 hp (93 kW), realizzata in 4 esemplari.
Model AW
versione equipaggiata con un motore radiale Warner Scarab da 125 hp (93 kW), realizzata in 48 esemplari.
Model BW
variante triposto equipaggiata con un motore radiale Wright J-5 da 220 hp (164 kW), realizzata in 13 esemplari.